# Pöbelská dráha
Pöbelská dráha (německy Pöbeltalbahn) byl název pro nedokončenou úzkorozchodnou trať ze saské obce Schmiedeberg na Weisseritzské dráze do české Moldavy na normálněrozchodné Moldavské horské dráze. Trať, stoupající Pöbelským údolím (Pöbeltal) až na hřeben Krušných hor, měla sloužit především k dopravě hnědého uhlí z Mostecké pánve.
Stavební práce byly zahájeny 10. března 1920. Schmiedeberské nádraží bylo přebudováno a rozšířeno, dodatečné koleje však nebyly položeny. Do roku 1921 byla trať vytrasována až do 9,16 kilometru. 14. listopadu 1923 byly stavební práce ukončeny. K tomuto datu bylo vybudováno těleso trati až do plánované stanice Niederpöbel, další úseky byly rozestavěné. Úsek Schmiedeberg-Niederpöbel je dodnes v terénu dobře patrný, zachovalo se též těleso trati v okolí plánované zastávky Wahlsmühle.